# Mary Hopkin
Mary Hopkin (n. 3 mai 1950, Ystradgynlais⁠(d), Țara Galilor, Regatul Unit), cunoscută și sub numele de Mary Visconti în urma căsătoriei cu Tony Visconti, este o cântăreață galeză celebră pentru piesa ei din 1968, „Those Were the Days”, care a devenit nr. 1 în topurile muzicale din Marea Britanie. A fost unul dintre primii artiști care a semnat contract cu Apple Records, înființată de Beatles.

## Debut muzical
Mary Hopkin s-a născut într-o familie galeză în Pontardawe, Țara Galilor; tatăl ei lucra ca administrator de locuințe. În copilărie, a luat lecții de canto săptămânale și a debutat în cadrul unui grup local de muzică folk, Selby Set and Mary. A lansat un EP cu cântece în limba galeză pentru o casă de discuri locală numită Cambrian, cu sediul în orașul ei natal, înainte de a începe colaborarea cu Apple Records, deținută de Beatles, unul dintre primii artiști care au semnat pentru această casă de discuri. Modelul Twiggy a văzut-o câștigând concursul de televiziune Opportunity Knocks, difuzat de ITV, și i-a recomandat-o lui Paul McCartney.
Single-ul ei de debut, „Those Were the Days”, produs de Paul McCartney, a fost lansat în Marea Britanie pe 30 august 1968. În ciuda concurenței din partea cântăreței consacrate Sandie Shaw, a cărei proprie versiune a cântecului fusese lansată în același an, versiunea interpretată de Hopkin a devenit hit-ul numărul 1 în UK Singles Chart. A ajuns pe locul 2 în Billboard Hot 100 din SUA, unde după trei săptămâni a fost scos de pe primul loc de „Hey Jude” al trupei Beatles, și s-a menținut două săptămâni pe locul 1 în topul de single-uri RPM din Canada. S-a vândut în peste 1.500.000 de exemplare numai în Statele Unite și a primit un disc de aur acordat de RIAA. Vânzările înregistrate la nivel global au depășit 8.000.000.
Pe 2 octombrie 1968, Hopkin a cântat „Morning of My Life”, „Turn Turn Turn” și „Plaisir d’amour” la Catedrala Saint Paul din Londra, în cadrul programului Pop Experince. În decembrie același an, în revista muzicală NME s-a anunțat că Hopkin urma să primească un rol principal în filmul planificat al lui Stanley Baker, Rape of the Fair Country, ce s-ar fi bazat pe cartea cu același nume a lui Alexander Cordell. Acest proiect nu s-a concretizat, însă Hopkin a interpretat melodiile din coloana sonoră pentru două dintre filmele lui Baker, Where's Jack? și Kidnapped.
Pe 21 februarie 1969, a fost lansat albumul de debut al lui Hopkin, Post Card, produs tot de McCartney. A inclus preluări a trei melodii de la Donovan, care a și cântat pe album, precum și câte o melodie de la George Martin și Harry Nilsson. A ajuns pe locul 3 în UK Albums Chart, deși s-a dovedit a fi unicul ei succes în acel top. În Statele Unite, Post Card a ajuns pe locul 28 în topul albumelor Billboard.
Următorul single a fost „Goodbye”, scris de McCartney (creditat parteneriatului muzical Lennon-McCartney) și lansat pe 26 martie 1969. A ajuns pe locul 2 în UK Singles Chart, pe locul 13 în Billboard Hot 100 și pe locul 15 în topul RPM din Canada. Hopkin a spus că a interpretat „Goodbye” ca pe o dedicație pentru McCartney de a înceta să-i „microgestioneze” cariera, din moment ce nu era de acord cu felul lui de a o prezenta ca pe o cântăreață pop. Și-a exprimat totodată și nemulțumirea față de managerul ei de atunci, Terry Doran.
Al treilea single al lui Hopkin, „Temma Harbour”, a fost o reinterpretare muzicală a unei melodii lansate de Philamore Lincoln. Primul ei single care nu a fost produs de McCartney, a fost lansat pe 16 ianuarie 1970 și a atins vârful pe locul 6 în Marea Britanie și pe locul 42 în Canada. În SUA, „Temma Harbour” a ajuns pe locul 39 în Billboard Hot 100 și pe locul 4 în topul revistei Easy Listening. Alături de Donovan și Billy Preston, Hopkin a apărut în corul hitului din 1970 al Radha Krishna Temple, „Govinda”, produs de George Harrison pentru Apple Records.

## Eurovision
În martie 1970, Hopkin a reprezentat Regatul Unit al Marii Britanii la Concursul Muzical Eurovision din 1970, obținând locul doi cu „Knock, Knock Who’s There?”. Deși înainte de concurs era favorita, Hopkin a pierdut în fața „All Kinds of Everything”, interpretată de cântăreața irlandeză Dana. Produs de Mickie Most, „Knock, Knock Who's There?" a fost lansat în varianta single pe 23 martie 1970 și a ajuns pe locul 2 în Marea Britanie. A devenit un hit la nivel mondial, înretgistrând vânzări de peste 1 milion de exemplare.
Ultimul mare hit al lui Hopkin a fost „Think About Your Children”, lansat în octombrie 1970, care a ajuns pe locul 19 în Marea Britanie. Hopkin și-a exprimat nemulțumirea față de această piesă produsă de Most, care devenise producătorul ei cu „Temma Harbour”. După apariția de la Eurovision, Hopkin și-a exprimat dorința de a reveni la genul folk în care își făcuse debutul muzical.

### După Eurovision
La insistențele lui McCartney, Hopkin a înregistrat un cover al piesei „Que Sera, Sera” în august 1969. Hopkin nu și-a dorit să înregistreze această melodie și a refuzat să lanseze single-ul în Marea Britanie. Programat inițial în Franța în septembrie 1969, a fost lansat în America de Nord în iunie 1970. Single-ul a ajuns pe locul 77 în Billboard Hot 100 și pe locul 47 în Canada, și a fost, de asemenea, un succes în Japonia, Australia, Noua Zeelandă și Rhodesia (Zimbabwe de astăzi).
Ultimul ei single din topurile britanice a fost „Let My Name Be Sorrow”, care a ajuns pe locul 46 în iulie 1971. A fost produs de Tony Visconti, pe care Hopkin îl cunoscuse anterior pentru o înregistrare în galeză a piesei „Sparrow”. „Let My Name Be Sorrow” a devenit hit în Polonia în ianuarie 1972.
Cel de-al doilea album al lui Hopkin, Earth Song, Ocean Song, a fost lansat de casa de producții Apple pe 1 octombrie 1971. Albumul a fost produs de Visconti și includea versiuni cover ale cântecelor scrise de Cat Stevens, Gallagher și Lyle și Ralph McTell, precum și cele două piese de titlu ale lui Liz Thorsen. Hopkin a simțit că este albumul pe care și-a dorit dintotdeauna să-l facă. La scurt timp, s-a căsătorit cu Tony Visconti și a a părăsit scena muzicală, convinsă că a demonstrat destul ce poate. Single-ul albumului, „Water, Paper and Clay”, a ratat Billboard Hot 100. A fost ultimul single al lui Hopkin pentru Apple Records, de unde a plecat în martie 1972.
După plecarea lui Hopkin de la Apple, un album compilație intitulat Those Were the Days a fost lansat spre sfârșitul anului 1972. Albumul a cuprins toate hiturile lui Hopkin, dar nu a reușit să ajungă în topuri. „Knock Knock, Who's There?" a fost lansat ca single în Statele Unite și Canada, ambele țări fiind omise la prima lansare a discului respectiv în 1970. Single-ul a ajuns pe locul 92 în Billboard Hot 100 și pe locul 11 în topul revistei Easy Listening în decembrie 1972, devenind ultimul ei hit din SUA.

## Televiziune
După apariția la concursul Eurovision, Hopkin a jucat în propriul ei serial TV , de maximă audiență, Mary Hopkin in the Land of ..., pe BBC 1. Creat de Eric Merriman, fiecare episod prezenta o poveste diferită prin muzică și dans. Cele șase episoade de 30 de minute au fost difuzate în 1970 și repetate în 1971.

## Anii 1970
După căsătoria cu Visconti din 1971, Hopkin s-a retras de pe scena muzicii pop pentru a-și întemeia o familie. Deși dezamăgită de show-business, a continuat să înregistreze melodiii. În ianuarie 1972 a călătorit în Australia cu Visconti și a cântat la un mare festival rock în aer liber din Australia de Sud, pe lângă faptul că a susținut concerte în mai multe orașe importante. În martie, Hopkin și-a anunțat plecarea de la Apple Records; managerul ei, Jo Lustig, a spus că vor lua în considerare ofertele a „trei mari companii”. În iunie, single-ul „Summertime Summertime” / „Sweet and Low” a fost lansat la casa de discuri Bell Records sub numele de Hobby Horse. Partea A a fost un cover al unui cântec din 1958 al grupului american The Jamies. Cu ajutorul lui Visconti, ea a lansat single-ul de Crăciun din 1972 „Mary Had a Baby” / „Cherry Tree Carol” la Regal Zonophone Records.
Pe 29 iulie 1972 a avut o apariție singulară în propria emisune TV difuzată de BBC 1. Intitulată Sing Hi, Sing Lo, era prezentat simplu drept „divertisment cu Mary Hopkin în rolul principal”.
Deși nu au mai apărut alte single-uri sau albume cu numele ei până în 1976, ea a cântat numeroase înregistrări pe care le-a produs soțul ei, precum cele în colaborare cu Tom Paxton, Ralph McTell, David Bowie (pentru albumul Low), Bert Jansch, The Radiators from Space, Thin Lizzy, Carmen, Sarstedt Brothers, Osibisa, Sparks, Hazel O'Connor și Elaine Paige. Pe toate aceste înregistrări (și, de asemenea, pe albumul Inventory al soțului ei), a semnat cu numele „Mary Visconti”. În acest timp, ea a apărut și în diferite emisiuni TV, cum ar fi cea realizată de Cilla Black, și în diferite programe radio.
În 1976, a reînceput să înregistreze sub numele Mary Hopkin și a lansat single-ul „If You Love Me (Really Love Me)”, înregistrat inițial de Édith Piaf cu titlul „Hymne à l’amour”, care a ajuns pe locul 32 în topul britanic. Partea B, „Tell Me Now”, a fost o compoziție originală a lui Hopkin. Următorul ei single a fost „Wrap Me in Your Arms”, cu Partea B scrisă tot de ea („Just A Dreamer”). Aceste single-uri au apărut la casa de discuri Good Earth Records a lui Visconti. Mai multe melodii înregistrate atunci pentru un album au fost lansate ulterior la propria ei casă de discuri, Mary Hopkin Music. 
Doi membri ai formației britanice Steeleye Span (Bob Johnson și Pete Knight) au ales-o pentru a interpreta piesa „Princess Lirazel” pe albumul lor conceptual The King of Elfland's Daughter. De asemenea, a cântat la Cambridge Folk Festival alături de interpretul scoțian de muzică folk Bert Jansch. În 1976, a născut cel de-al doilea copil. Înainte de sfârșitul anilor 1970, casa de discuri Decca a lansat o compilație cu înregistrările ei din Țara Galilor, The Welsh World of Mary Hopkin.

## Anii 1980
Primul proiect al lui Hopkin în anii 1980 a fost rolul Fecioarei Maria în piesa Rock Nativity la Hexagon Theatre din Reading, Berkshire. Ulterior, Mike Hurst (producător de discuri și fost membru al grupului Springfields) a rugat-o să cânte ca lider într-un nou grup numit Sundance, pe care îl formase împreună cu Mike de Albuquerque de la ELO. Singurul lor single, „What’s Love”, le-a permis să facă un turneu în Marea Britanie cu formația rock Dr. Hook, dar Hopkin a părăsit rapid grupul, nemulțumită de reprezentații. „What’s Love” s-a dovedit a fi foarte popular în Africa de Sud, totodată singurul teritoriu unde a ajuns în topuri, până pe locul 10, în aprilie 1982. În 2002, Hurst a lansat piese înregistrate la casa de discuri Angel Air.
Hopkin și Visconti au divorțat în 1981. În anul următor, ea a interpretat „Rachael's Song” pentru coloana sonoră realizată de Vangelis a filmului Blade Runner. În 1984, Peter Skellern i-a propus să se alăture lui și lui Julian Lloyd Webber într-un grup numit Oasis. Albumul lor omonim și, de altfel, singurul, Oasis, a fost lansat pe WEA împreună cu două single-uri. Albumul a ajuns pe locul 23 în topul albumelor din Marea Britanie în 1984 și a rămas acolo timp de 14 săptămâni. A fost planificat un turneu de promovare în Marea Britanie, însă proiectul s-a încheiat brusc, deoarece Hopkin s-a îmbolnăvit. Grupul s-a desființat la scurt timp după aceea.
În anii 1980, Hopkin a apărut în mai multe spectacole de caritate, inclusiv la London Palladium, împreună cu Ralph McTell. În 1988, a participat la producția lui George Martin, Under Milk Wood, de Dylan Thomas. A fost distribuită în rolul Rosie Probert și a interpretat o piesă numită „Love Duet”, cu Freddie Jones în rolul Căpitanului Cat. Înregistrarea melodiei a fost filmată și transformată într-o ediție specială a The South Bank Show, unde au fost prezentate scene din timpul repetițiilor și înregistrărilor pentru „Love Duet”. În 1992, distribuția s-a reunit într-o reprezentație în semn de omagiu adus lui Dylan Thomas, în prezența Prințului Charles, în cadrul organizației caritabile The Prince's Trust.
Hopkin a înregistrat un album numit Spirit în 1989. Acesta a fost lansat la casa de discuri Trax, cuprinzând o colecție de cântece clasice ușoare, dar și single-ul „Ave Maria”. Discul a fost produs de Benny Gallagher, membru al grupului scoțian Gallagher și Lyle, care mai colaborase cu ea în perioada de la Apple Records.

## Anii 1990
La începutul anilor 1990, Hopkin a cântat cu The Chieftains, la London Palladium, într-un spectacol de caritate, iar mai târziu li s-a alăturat într-un turneu în Marea Britanie.
A continuat cu proiecte independente, lucrând cu oameni precum Julian Colbeck; ea a scris versurile și a interpretat o melodie de pe CD-ul acestuia, Back to Bach. The Collector de Marc Cerrone a fost o piesă de teatru/operă, pentru care a interpretat două melodii pe CD și în videoclip. A colaborat din nou cu vechii prieteni, chitaristul Brian Willoughby și Dave Cousins (de la formația Strawbs) pe CD-ul lor, The Bridge. De asemenea, a apărut și pe un album tribut al formației Beatles produs de RAM Pietsch.
În 1996, casa de discuri galeză Sain a lansat toate înregistrările lui Hopkin în galeză pe un CD numit Y Caneuon Cynnar/The Early Recordings.
În 1999, s-a alăturat din nou formației The Chieftains în turneul lor din Marea Britanie și, mai târziu în același an, a susținut concerte în Scoția cu Benny Gallagher și Jim Diamond. S-au realizat trei documentare TV despre ea, pentru HTV (1998), BBC Television (1998) și S4C (2000).
A fost invitată pe albumul formației The Crocketts The Great Brain Robbery, a interpretat tema muzicală pentru serialul TV BBC al lui Billy Connolly World Tour of England, Ireland and Wales și a reînregistrat „Those Were The Days (The Grimm Rapper)” cu Robin Williams pentru partea de rap. A apărut în filmul Sarei Sugarman, Very Annie Mary.

## Anii 2000
În septembrie 2005, Mary Hopkin a lansat un album retrospectiv la casa de discuri Mary Hopkin Music, condusă de fiica ei, intitulat Live at the Royal Festival Hall 1972.
În 2007, cu ocazia împlinirii a 57 de ani, a lansat un album numit Valentine, la noua ei casă de discuri omonimă. Albumul a cuprins 12 piese nemaiauzite anterior, datând din 1972 până în 1980, dintre care trei au fost scrise de Hopkin. În 2008, un nou album, Recollections, a fost lansat la casa ei de discuri. A inclus 11 piese înregistrate inițial între 1970 și 1986, alături de un CD cu trei melodii de Crăciun, „Mary Had a Baby”, „The Cherry-Tree Carol” și „ Snowed Under".
Ultimul ei CD de arhivă, Now and Then, a fost lansat în mai 2009. Acesta cuprinde 14 piese înregistrate între 1970 și 1988. Hopkin a interpretat piesa „Y 'deryn pur” („Gentle Bird”) pe albumul Blodeugerdd: Song of the Flowers - An Anthology of Welsh Music and Song, lansat de Smithsonian Folkways Recordings în iunie 2009.

## Anii 2010
Fiica lui Hopkin, Jessica Lee Morgan, a lansat primul ei CD, numit I Am Not, pe care Hopkin cântă mai multe melodii.
În octombrie 2010, Hopkin și fiul ei, Morgan Visconti, au lansat You Look Familiar, cu aranjamentul instrumental realizat de fiul ei.
În 2013, Painting by Numbers a fost lansat de Mary Hopkin Music. Albumul cuprinde 10 piese scrise de Hopkin, dintre care două sunt scrise în colaborare: „Love Belongs Right Here” cu Brian Willoughby și „Love, Long Distance” cu Benny Gallagher.
Pentru Crăciunul 2014, Hopkin a înregistrat un single cu fiul și fiica ei. Colindul tradițional, „Iesu Faban” (însemnând „Pruncul Iisus” în galeză), a fost descris pe site-ul ei ca „o reprezentație corală apropiată și intimă a unui colind tradițional de Crăciun galez”.
Pentru a sărbători 50 de ani de la lansarea „Those Were the Days”, pe 30 august 2018, Hopkin a lansat o nouă versiune acustică, pe un EP care include și versiunea live a concertului ei de „adio” din 1972, la Royal Festival Hall. Sunt incluse și versiunile „Those Were the Days” și „Goodbye” lansate în 1977, produse de soțul ei de atunci, Tony Visconti. 

## Activitate muzicală în prezent
Mary Hopkin a lansat un album numit Two Hearts, alături de fiica ei Jessica Lee Morgan. Albumul conține piese noi, dar și preluări (versiuni cover) îndrăgite ale formațiilor The Bangles și Dire Straits. A fost lansat pe 3 mai 2023, când Mary a împlinit 73 de ani.

## Discografie
- Post Card (1969)
- Earth Song, Ocean Song (1971)
- Spirit (1989)
- Valentine (2007)
- Recollections (2008)
- Now and Then (2009)
- You Look Familiar (cu Morgan Visconti; 2010)
- Painting by Numbers (2013)
- Another Road (2020)
- A Christmas Chorale (2020)
- Pieces (2022)[50]
- Two Hearts (2023)[51]